# Шьомаркен
Шьомаркен (на шведски: Sjömarken) е град в югозападната част на Швеция, лен Вестра Йоталанд, община Бурос. Разположен е на северния бряг на езерото Виаред. Намира се на около 380 km на югозапад от столицата Стокхолм, на 65 km на изток от центъра на лена Гьотеборг и на 6 km на запад от общинския център Бурос. Има жп гара. Населението на града е 2829 жители според данни от преброяването през 2010 г.